# (23889) Hermanngrassmann
Hermanngrassmann (asteroide n.º 23889) es un asteroide de la cinturón principal, a 2,5810797 UA. Posee una excentricidad de 0,1664346 y un período orbital de 1 990,17 días (5,45 años).
Hermanngrassmann tiene una velocidad orbital media de 16,92629424 km/s y una inclinación de 0,77257º.
Este asteroide fue descubierto en 26 de septiembre de 1998 por Paul G. Comba.